# Nattens hjältar
Nattens Hjältar är en svensk TV-serie för barn som har sänts i SVT. Tre olika barn ska varje gång hjälpa en sagofigur som förvandlats till en docka att få tillbaka sitt kraftkort från den elaka drottning Minna (Sara Edwardsson). Dockan blir till liv på natten när barnen kommer till förskolan där sagofigurerna hålls fångna. För att få tillbaka kraftkorten måste de besegra drottning Minnas underhuggare Tokay (Pär Söderlund). 

## Medverkande
- Minna - Sara Edwardsson
- Tokay - Pär Söderlund

## Sagofigurer säsong 1
- Ninjan (Avsnitt 1) - David Lenneman
- Superhjältinnan (Avsnitt 2) - Janna Granström
- Vampyren (Avsnitt 3) - Henrik Ståhl
- Sjöjungfrun (Avsnitt 4) - Ida Löfholm
- Rymdkrigaren (Avsnitt 5) - David Lenneman
- Spöket (Avsnitt 6) - Janna Granström
- Trollet (Avsnitt 7) - Henrik Ståhl
- Piraten (Avsnitt 8) - Ida Löfholm
- Cowboy (Avsnitt 9) - David Lenneman
- Trollkarlen (Avsnitt 10) - Janna Granström
- Riddaren (Avsnitt 11 & 12) - Henrik Ståhl

## Sagofigurer säsong 2
- Ismannen (Avsnitt 1) - Johan Paulsen
- Älvan (Avsnitt 2) - Omid Khansari
- Grottmänniskan Gugga (Avsnitt 3) - Nour El Refai
- Sagosopan (Avsnitt 4) - Erika Höghede
- Porslinsdockan Gnelly (Avsnitt 5) - Nour El Refai
- Häxan (Avsnitt 6) - Johan Paulsen
- Roboten (Avsnitt 7) - Erika Höghede
- Urdjuret (Avsnitt 8) - Johan Paulsen
- Varulven (Avsnitt 9) - Erika Höghede
- Rymdvarelsen Betty Blob (Avsnitt 10) - Nour El Refai
- Jultomten (Avsnitt 11 & 12) - Omid Khansari

## Sagofigurer säsong 3
- Draken (Avsnitt 1) - David Lenneman
- Höstskaparen (Avsnitt 2) - [[]]
- Superfrukten (Avsnitt 3) - [[]]
- Skelettet Rassel (Avsnitt 4) - [[]]
- Agent Schhhtina (Avsnitt 5) - David Lenneman
- Statyn (Avsnitt 6) - [[]]
- Kärleksspridaren (Avsnitt 7) - [[]]
- Immunförsvaret (Avsnitt 8) - David Lenneman
- Prinsessan Sessa (Avsnitt 9 & 10) - [[]]